# Going On
«Going On» es una canción interpretada por Gnarls Barkley. Fue lanzada como el segundo sencillo de The Odd Couple. La canción fue incluida en la banda sonora del videojuego NBA 2K9. Gnarls Barkley fue nominado al Premio Grammy a la Mejor interpretación de dúo o grupo por la canción.

## Video musical
El video musical de la canción fue filmado en Jamaica y muestra a un grupo de personas celebrando el descubrimiento de una puerta que lleva a otra dimensión. Los miembros de Gnarls Barkley no aparecen en el video, pero uno de los personajes principales hace un playback del primer verso de la canción. Después de esto, el personaje principal masculino y una de las mujeres llevan la puerta a un lugar distante y ambos entran en el portal. El video fue dirigido por Wendy Morgan.

## Listas de popularidad
| Lista (2003)                 | Posición más alta |
| ---------------------------- | ----------------- |
| Australian Singles Chart     | 79                |
| Billboard Hot 100            | 88                |
| Billboard Pop 100            | 64                |
| Canadian Hot 100 (Dinamarca) | 52                |
| UK Singles Chart             | 143               |